# 光無線通信
光無線通信（ひかりむせんつうしん）とは、赤外線から可視光線までの間の波長の電磁波（光線）を用いた通信であり、無線通信の一種である。
以前は天候などの妨害により効率が悪いとされていたが、技術の進歩によりメガビット毎秒からギガビット毎秒程度の通信速度が得られるようになったこと、また、近年の電波による無線通信の需要増による電波資源の逼迫などの事情から、今後の有力な近距離通信手段として注目されている。また、基本的に無線伝送路は電波法に言う電波（3THz以下の電磁波、波長0.1mm以上）でないため、無線局免許が不要である事も利点である。2010年代に入って、1500℃に達する高温レーザーにより、雲に穴を空けて地上と宇宙空間の間で通信する方式まで提唱されている。
なお、PC、携帯電話やリモコンなどに使われている、赤外線通信やIrDAも、光無線通信の一種である。
FTTxの足回りとしての使用も検討されている。また、LEDによる照明光源や信号機から、特殊な変調により、人の視覚に認知されないように発光して光無線通信を行う機器もコンセプトモデルとして開発されている。
民生用製品では音声の伝送手段として、屋内用視聴覚システム（コードレスヘッドホン）などに応用されている。業務、民生用のカラオケマイクは電波ではなく光無線通信が使われることが多い（屋内で部屋が区切られていれば、他の利用者との混線が無い。また、前述の通り無線局の申請が不要である。）。
また旧日本軍で昭和初期に光電管による「野戦用携帯光電話器」「歩兵連絡用携帯光電話器」が実用化されていたという（通信距離は2～6km）。

## 分類
- 光源
  - レーザー
  - LED照明
- 光線
  - 赤外線
  - 可視光線
- 用途例
  - en:Free-space optical communication(FSO)
  - 衛星間通信
  - 高層ビル間の通信（屋外光無線通信）
  - 光無線LAN
  - ITS

## 歴史

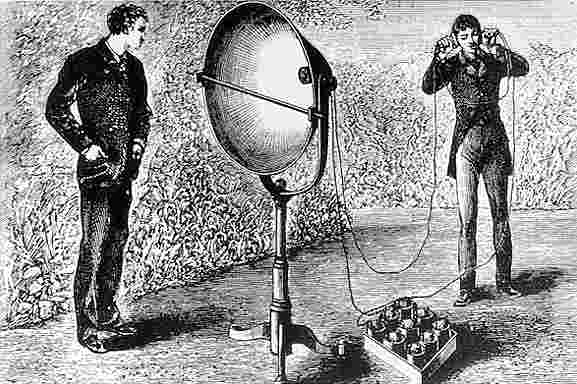
フォトフォンの受信機とヘッドセット

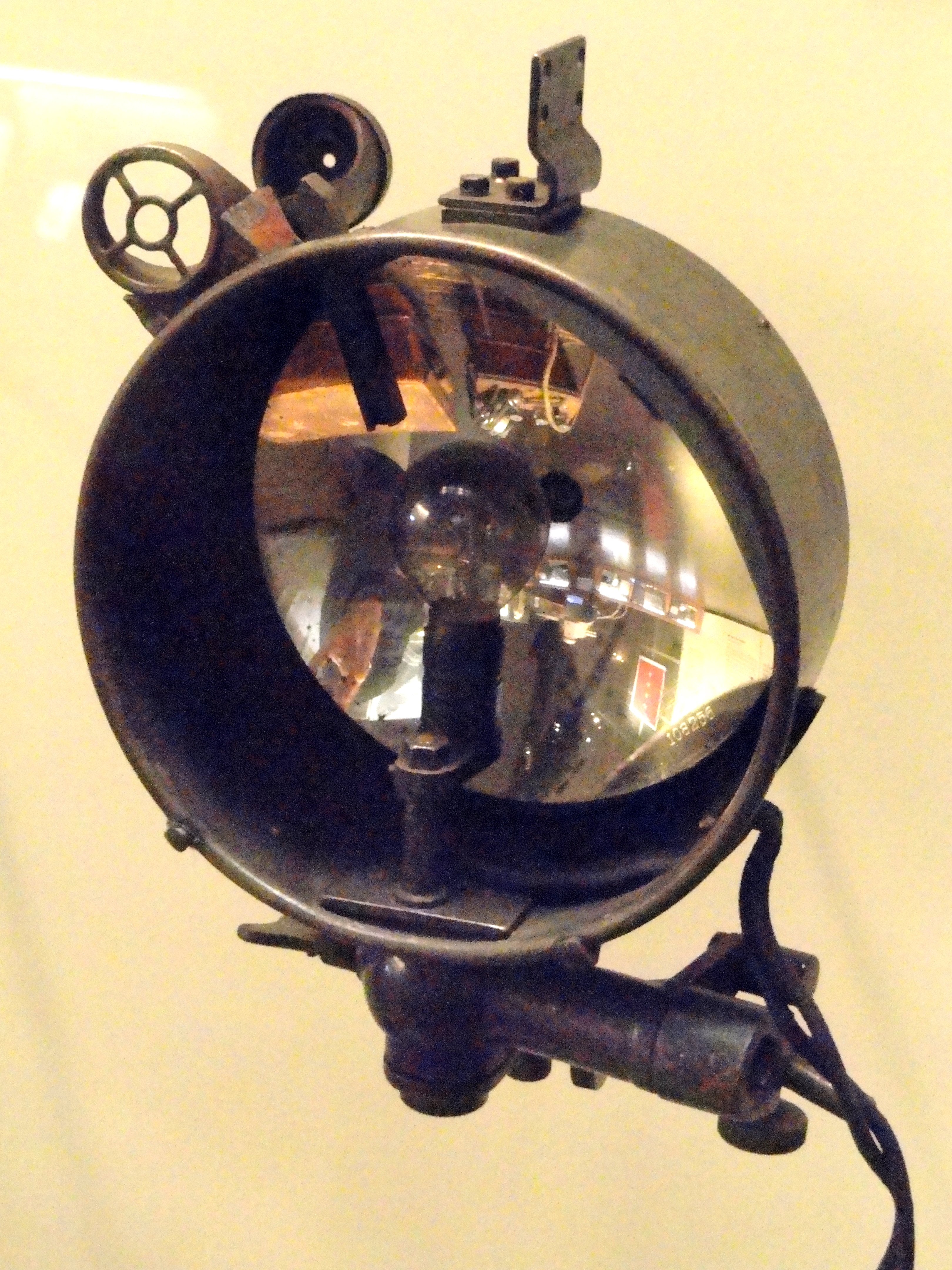
第一次世界大戦時のドイツの明滅式光通信機である Blinkgerät

光学通信には多様な形態があり1000年に渡って使用される。古代ギリシャではCleoxenus、Democleitus とポリュビオスによって開発された松明によるアルファベットの符号が使用された。現代では腕木通信や回光通信と呼ばれる太陽光無線電信が開発され符号化された信号をやり取りする。
1880年にアレクサンダー・グラハム・ベルと彼の助手のチャールズ・サムナー・テインターによってフォトフォンがベルがワシントンに新しく設立したボルタ研究所で開発された。ベルは彼のもっとも重要な発明だと考えた。音を光束に乗せて伝送する。1880年6月3日にベルは世界で初めての無線電話を700フィート（約200メートル）あまり離れた2棟の集合住宅の間で通信する実験を行った。
最初の実用的な用途は軍用通信システムで長年使用され、最初は光学電信だった。ドイツの植民地兵は回光通信を1904/05年にドイツ領南西アフリカ（現在のナミビア）のヘレロ・ナマクア虐殺でイギリス、フランス、アメリカやオスマンの信号として利用した。第一次世界大戦の塹壕戦で有線通信はしばしば切断されドイツの信号は3種類のBlinkgerätと呼ばれる光学送信機が日中は4キロメートル（2.5マイル）までで夜は8キロメートル（5マイル）までの距離で赤いフィルターを使用して通信が検知されないようにして使用された。光学電話通信は大戦終結時に試験されたが兵隊たちには配備されなかった。さらに専用のblinkgerätsが航空機、気球、戦車との通信で使用され、勝利につながった。
主要な技術的な段階は会話を送信する光波を変調してモールス信号を置き換える事が目的だった。カール・ツァイスはLichtsprechgerät 80/80 (直訳: 光学会話装置)を開発してドイツ軍は第二次世界大戦時に対航空機防衛隊や大西洋岸での防空壕で使用した。
1960年代にレーザーが発明され、空間光通信に革命をもたらした。軍事機構は部分的に統合してそれらの開発を加速した。しかしながら、技術は光ファイバー網の普及により失われた。
多くの単純で廉価なリモコンで低速の赤外線を使用した通信が利用される。これはコンシューマーIR技術として知られる。
1987年に開示された国防総省の報告では自由空間レーザーがイスラエルのF-15戦闘機に偵察、ミサイル追跡と照準を目的として備えられる事が判明した。

## 光無線LAN
光無線LANとは主に赤外線を使用した無線LANである。通信できる範囲が光の到達する範囲内で限られている為、秘匿性に優れる。

## 宇宙空間光通信
主に人工衛星や宇宙船との間でレーザー等の光を媒体として通信を行う。光の特性上見通せる範囲内であれば高速で通信が可能であるが、送受信機の光軸が一致していなければならず、追尾に高精度を要する。

これに対して光ディスクのサーボ技術の応用が模索され、2019年にJAXAとソニーが国際宇宙ステーションと地上局の間での通信に成功、その後も引き続き光衛星間通信システムの開発・実用化が各方面で行われている。

### 現在の市場の要求
高速(10 GBps+) 尚かつ長距離(3 – 5 km) FSO システムに市場で需要がある事が明らかである。
- 2008年、MRV コミュニケーションズは自由空間光学 (FSO)-を基にしたシステムで転送速度が10GB/sで当初は距離2 km で高性能を発揮すると主張した。[8] この装置は間もなく入手可能である。; 寿命が近づくと利用できる距離は350mに下がる。[9]
- 2013年、MOSTCOMは新しい無線通信装置を販売し始めた。[10] 同様に転送速度は10GB/sで距離は2.5 kmまでだが大気の揺らぎで速度が下がる時(通常は10MB/sまで下がる)にRFハイブリッドとの併用で99.99%向上する。
- LightPointe は MOSTCOMのように多様な製品を提案する。[11]

## 発光ダイオード

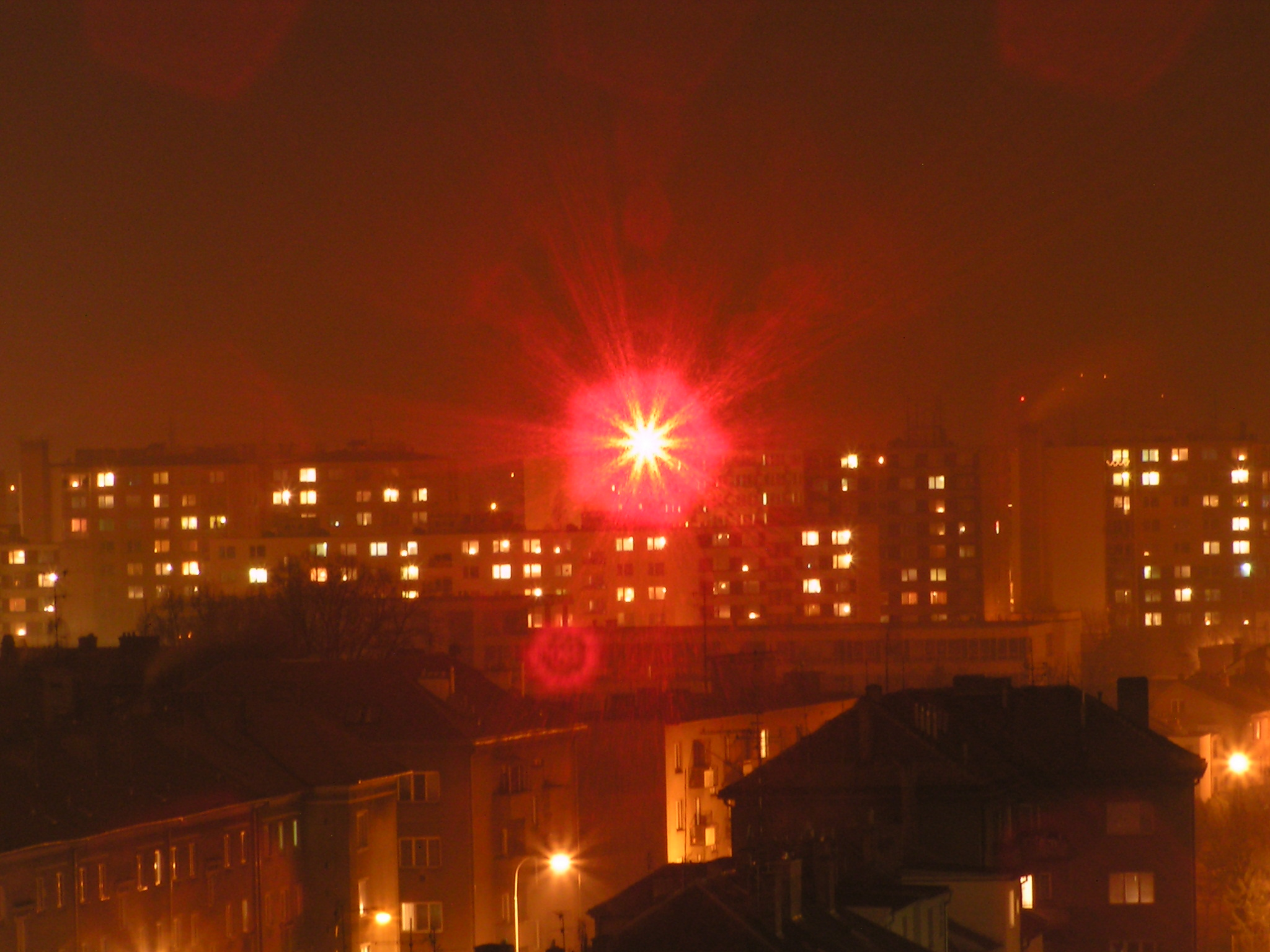
RONJA は無料で利用できる高輝度発光ダイオードを使用した自由空間光通信である。

2004年に可視光通信コンソーシアムが日本で設立された。 これは白色発光ダイオードの照明を屋内のLocal Area Network(LAN)通信のために使用する研究者達の成果を基にする。これらのシステムは現在使用される従来の極超短波高周波を使用するシステムよりもシステム間の隔離、大きさ、送受信機の費用、無線の免許や同じ通信システムを照明組み合わせる事において優位である。 2009年1月に可視光通信の専門部会がIEEE 802.15.7として知られるPersonal Area Networkの規格策定のためにIEEEで編成された。 2010年にミネソタ州セントクラウドで試用が発表された。.
アマチュア無線の愛好家達はコヒーレントではない光源である高輝度発光ダイオードを使用して遥かに長距離まで到達した。2007年に173マイル (278 km)に到達したと報告された。 しかしながら使用する機材の物理的限界により帯域幅はおよそ4 kHzに制限される。検出器には高感度のフォトダイオードと高インピーダンスの増幅器が必要でそのため必然的に、ローパスフィルターで4 kHzになる。他方で光源にレーザーを使用する事によって光ファイバー通信に比肩しうる高速の転送速度に達している。
予定された転送速度は多様である。照明に用いられる低価格の白色発光ダイオードでは通常20 MHzまで変調可能である。 効率的な変調方法を使用すれば容易に100 Mbit/s以上の転送レートに到達可能で2010年にシーメンスは500 Mbit/s以上に達したと主張する。 2009年に発表された研究ではLED交通ライトを備えた自動運転車の交通整理を目的とした類似のシステムがある。
2013年9月にpureLiFiがエジンバラでLi-Fiの作業が開始され、同様に市販のLED電球を使用した高速接続の実証が実施された。これまでの成果では広帯域の専用のLEDが高速データ転送に使用された。新しいシステムであるLi-1stはどのLED素子の利用可能な光学波長を最大化する事で、費用を削減し屋内の自由空間光学システムの性能を高める
光束は非常に絞り込まれているのでFSOでは追尾が困難で安全性が増える。いくつかの事例において暗号化が容易にできる。FSOはマイクロ波よりも電波障害(EMI)に対して改善されている。

### 技術的な利点
- 配備が容易
- 電力素子に使用可能
- 電磁波ではないので無線局免許が不要
- 高転送速度
- 低符号誤り率
- 電波障害への耐性
- 完全複信 運用
- 通信プロトコル の透明性
- 安全性が高い
- Fresnel zone（英語版）（フレネル帯。無線通信で必須な見通し範囲）が不要

### 通信距離を制限する要素
屋外で使用する場合原理的に制限する要素:
- 霧 (10..~100 dB/km 減衰)
- 光束の分散
- 大気による減衰
- 雨
- 雪
- 大気によるゆらぎ
- 背後の光源との干渉 (太陽を含む)
- 影に隠れる
- 風による照射の安定性
- 大気汚染 / スモッグ

これらの要素は受信信号の減衰や高い符号誤り率(BER)をもたらす。これらの対策として製造会社は複数の対策を用意する。

## 資料
- Christos Kontogeorgakis (May 1997). Millimeter Through Visible Frequency Waves Through Aerosols-Particle Modeling, Reflectivity and Attenuation. Virginia Polytechnic Institute and State University Master's Thesis
- Heinz Willebrand & Baksheesh Ghuman (December 2001). Free Space Optics: Enabling Optical Connectivity in Today's Networks. SAMS
- Moll, Florian (2013年12月). “Free-space laser system for secure air-to-ground quantum communications”. SPIE Newsroom
- David G. Aviv (2006). Laser Space Communications. ARTECH HOUSE. ISBN 1-59693-028-4